# Peter Wynhoff
Peter Wynhoff (Berlino, 29 ottobre 1968) è un allenatore di calcio ed ex calciatore tedesco, di ruolo centrocampista offensivo, tecnico dell'Under-16 del Borussia M..

## Carriera
Centrocampista offensivo che poteva essere utilizzato anche come attaccante, legò la maggior parte della sua carriera al Borussia Mönchengladbach, con cui disputò 240 partite e vinse la Coppa di Germania nel 1995. Giocò sempre con i puledri dieci partite in Coppe Internazionali andando a segno 2 volte. Successivamente giocò per Fortuna Colonia e Rheydter SV e terminò la carriera nella squadra riserve sempre del Borussia Mönchengladbach.

## Palmarès

### Club
- Coppa di Germania: 1

1995